# ناربون
شهر ناربون (تلفظ فرانسوی: [naʁ.bɔn]; زبان اکسیتان: Narbona, تلفظ اکسیتان: [naɾ. ˈbu.nɔ]; لاتین: Narbo) در شهرستان اود در ناحیه لانگدوک روسیون با جمعیت ۵۰٬۷۷۶ نفر در کشور فرانسه واقع شده‌است.

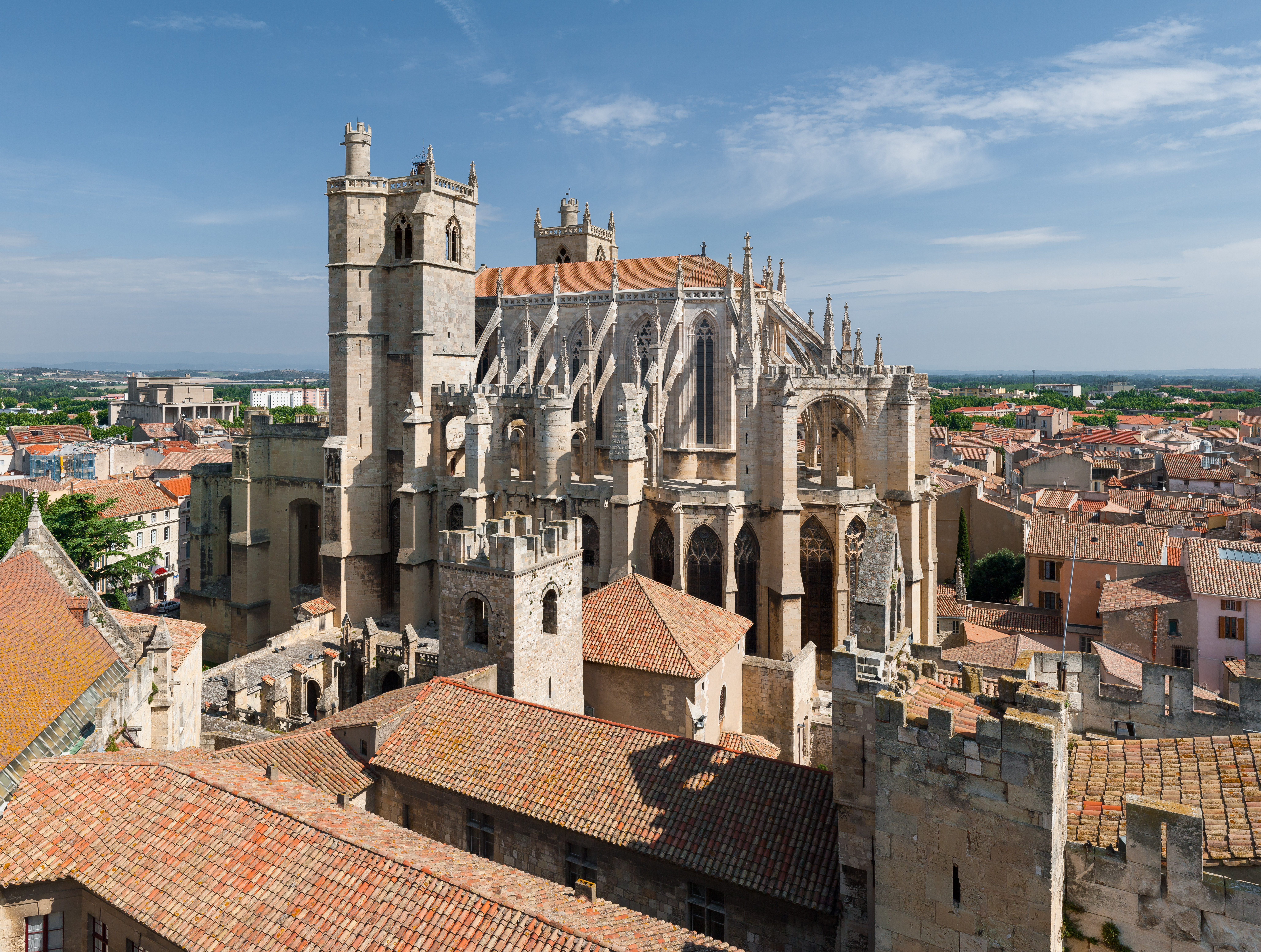
کلیسای جامع ناربون یک کلیسای کاتولیک رومی است که در شهر ناربون فرانسه واقع شده‌است. این کلیسای جامع یک بنای تاریخی ملی است و به مقدسین یوستوس و پاستور تقدیم شده‌است.
این مکان مقر اسقف اعظم ناربون بود تا اینکه اسقف اعظم این منطقه در اسقف اعظم کارکاسون تحت توافق کنکوردات ۱۸۰۱ ادغام شد و این عنوان به اسقف اعظم تولوز منتقل شد. این کلیسا در سال ۱۸۸۶ یک کلیسای کوچک اعلام شد. در حال حاضر هم یک کلیسای جامع از اسقف نشین کارکاسون و ناربون است. این بنا که در سال ۱۲۷۲ آغاز شد، به دلیل ناتمام بودن آن مورد توجه قرار گرفته‌است.